# Митрева, Илинка
Илинка Митрева (макед. Илинка Митрева; 11 февраля 1950, Скопье, СР Македония, Югославия — 1 августа 2022 или 31 июля 2022, Скопье, Северная Македония) — северомакедонский государственный деятель, министр иностранных дел Республики Македонии (2001, 2002—2006).

## Биография
Илинка Митрева получила филологическое образование и с 1974 года работает в Университете Скопье (в последнее время профессором романских языков). В 1994 году впервые избрана в парламент. Она — член Социал-демократического союза Македонии. В 1997—1999 гг. возглавляла столичную организацию СДСМ, с 2003 года заместитель председателя СДСМ. В 2001 году была министром иностранных дел, затем снова занимала эту должность с 2002 по 2006 год.
Скончалась 1 августа 2022 года.